# تفجيرات مترو الأنفاق في موسكو 2010

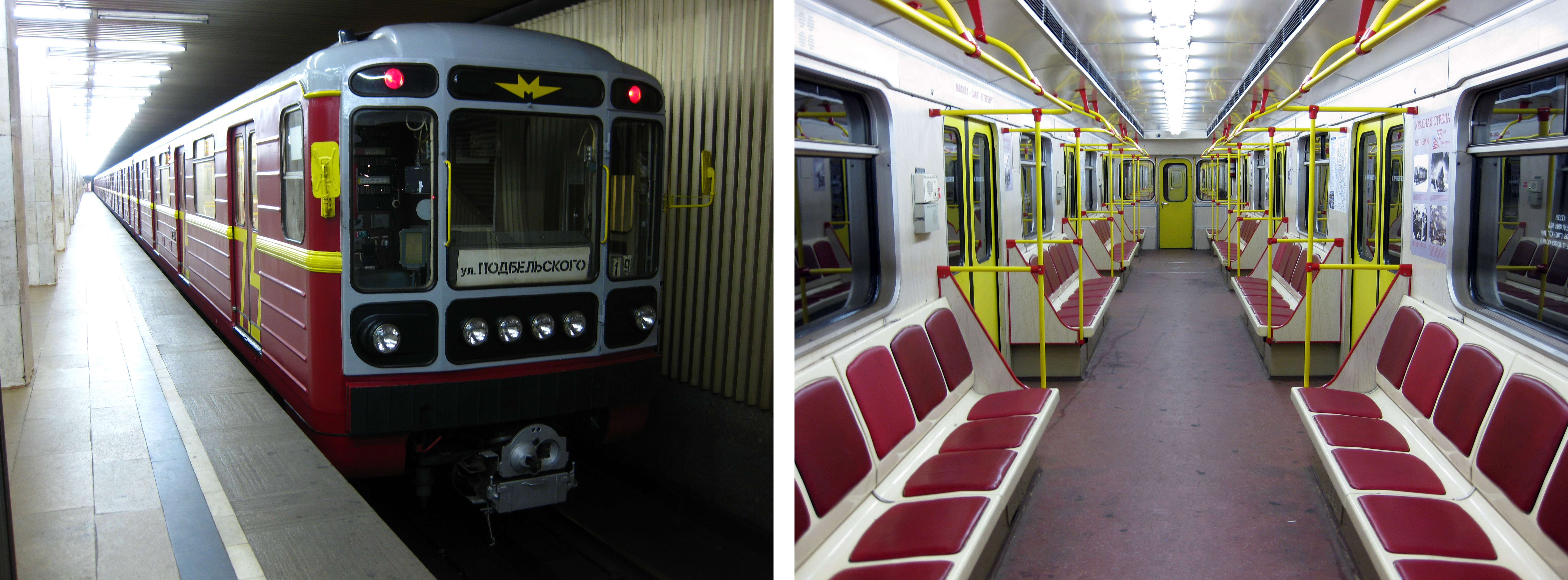
القطار الخاص المستهدف "رد أرو - 75 سنة"

تفجيرات مترو الأنفاق في موسكو 2010 هما تفجيران انتحاريان في العاصمة الروسية موسكو نفذتهما امرأتان خلال ساعة الذروة الصباحية في محطتين لمترو أنفاق موسكو. وقع الانفجار الأول في الساعة 07.56 صباحاً بتوقيت موسكو داخل عربة مترو بمحطة لوبيانكا وسط مدينة موسكو، وأدى إلى مقتل 22 شخصا حسب وزارة الطوارئ. وبعد نحو 45 دقيقة هز انفجار ثان محطة بارك كولتوري الواقعة وسط المدينة أيضا، وأدى إلى مقتل 12. وقالت الوزارة إن الانفجار الثاني وقع أيضا داخل إحدى عربات المترو. وقد وجهت أصابع الإتهام حسب التحقيقات الأولية إلى الانفصاليين الشيشان. وقد أشار المسؤولون الروس إلى الحادث بأنه «أعنف هجوم إرهابي والأكثر تعقيدا تم في العاصمة الروسية منذ ست سنوات»، في إشارة إلى حادثتي محطة أوتو سافودسكايا في 2002 ومحطة رزيسكايا 2004.

## البداية
أتت التفجيرات كواحدة من سلسلة طويلة من الهجمات الإرهابية في روسيا، ونسبها العديدون إلى انفصاليي الشيشان أو ما يسمى «إمارة القوقاز». فمنذ سنة 1999 بدأ انفصاليو الشيشان بالابتعاد تدريجيا عن قيادة أكثر علمانية في جمهورية إشكريا الشيشانية، والميل إلى المجاهدين المتشددين المخالفين للقيادتين الروسية والشيشانية الموالية لروسيا برئاسة رمضان قديروف. تلك التفجيرات هي سلسلة طويلة من الأعمال التي يقوم بها المجاهدون القوقاز الذين يطمحون لإنشاء دولتهم الخاصة في القوقاز.

### التفجيرات اللاحقة
خلال 48 ساعة من حدوث تفجيرات مترو أنفاق موسكو، حصل تفجيران انتحاريان ضربا القوقاز في جمهورية داغستان، وقد قتل مسؤول في شرطة المدينة ومعه أخرون في الأول. وقد قارنت موسكو تلك الأحداث بما جرى لها قائلة بأن هناك صلة ما بين تلك التفجيرات. وحدث التفجير الآخر في داغستان يوم 1 أبريل حاصدا شخصين آخرين.

## التفجيران

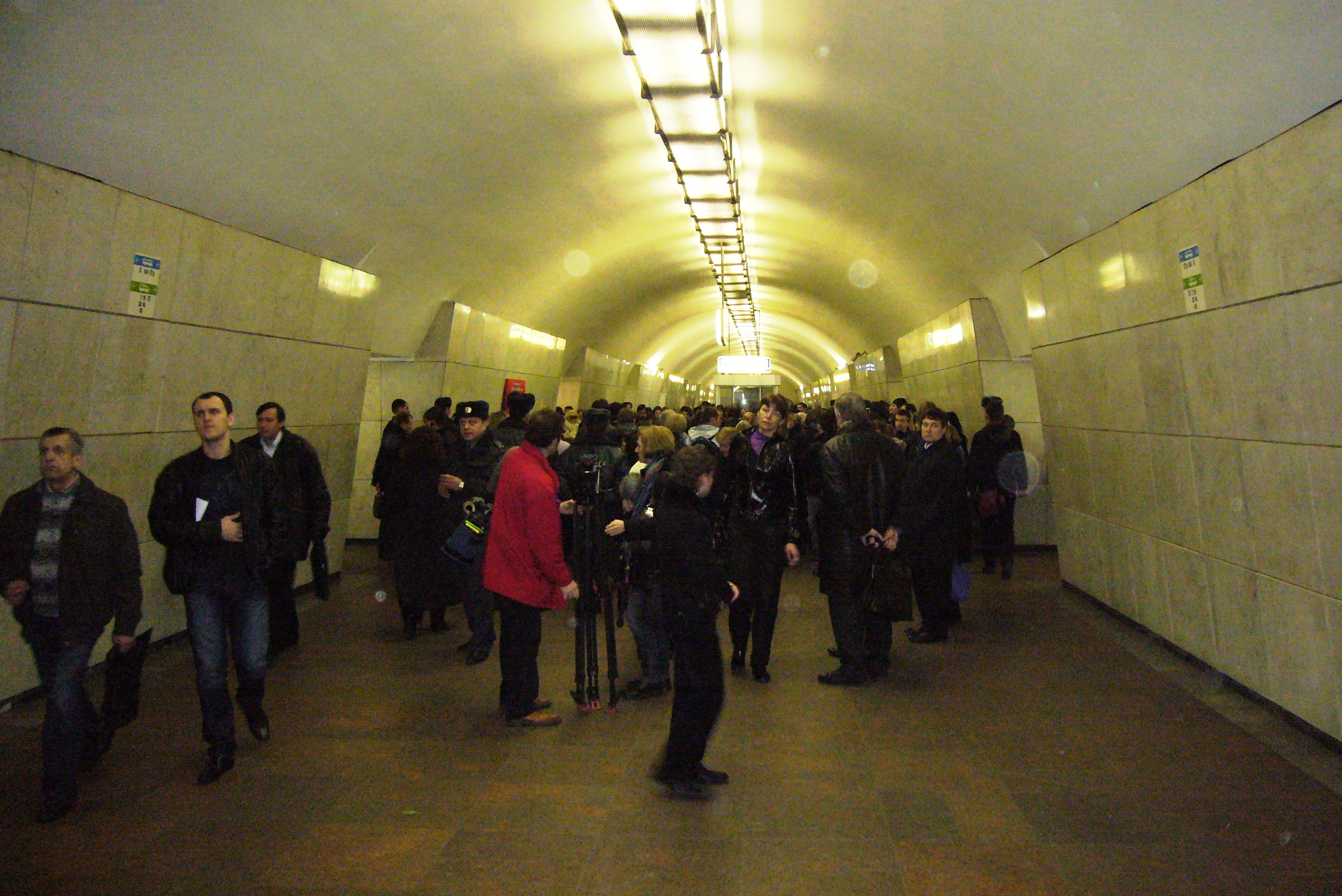
الممر الرئيسي لمحطة لوبيانكا بعد التفجير بيوم

حصل التفجير الأول في قطار السهم الأحمر - 75 سنة في محطة أنفاق لوبيانكا في الساعة 7:56 صباحا التوقيت المحلي (3:56 صباحا UTC). فقد بدا القطار بالخروج من محطة يوغو-زبدنايا وتوقف في لوبيانكا. ففي اللحظة التي فتح القطار أبوابه حصل دوي انفجار من امرأة كانت ترتدي حزام ناسف واقفة أمام باب القاطرة الثانية بالمخرج الثاني. ويعتقد أن المواد التفجيرية كانت من نوع RDX‏ ولها قوة تصل إلى 4 كغم (9 lb) من قوة مادة تي أن تي، وقد مات لحظة الانفجار 20 شخصا كانا داخل وخارج المقطورة، ومات شخص آخر كان بالمقطورة الثالثة جراء ضربة بالرأس من قطعة معدنية طولها 8 مليمتر (0.3 انش).ب